# Romeo V. Țurcan
Romeo V. Țurcan (n. 24 aprilie 1970, Drochia, RSS Moldovenească, URSS) este un profesor la Școala de Afaceri a Universității Aalborg, autor și om de știință moldovean în domeniul globalizării, dezinternaționalizării, colectivismului și construirii teoriei transversale.

## Biografie
S-a născut pe 24 aprilie 1970 în orașul Drochia din RSS Moldovenească. Este licențiat în inginerie mecanică la Academia Militară de Inginerie a Forțelor Aeriene din Riga, Letonia (1992) și în filologie la Departamentul de Studii Postuniversitare a Universității de Stat din Moldova, Chișinău (1995). În 2000, a primit masteratul în marketing internațional de la Departamentul de Marketing a Universității Strathclyde din Glasgow, Marea Britanie; iar în 2006, și-a luat doctoratul în antreprenoriat internațional de la Hunter Center for Entrepreneurship în aceeași instituție.
Este autor a peste 100 de publicații.

## Publicații
- Turcan, R. V., Developing typology of ‘Goal Alignment’ („Dezvoltarea tipologiei „Alinierii obiectivelor”). Entrepreneur-venture capitalist relationships: mitigating post-investment dyadic tensions. Venture Capital : an International Journal of Entrepreneurial Finance, 10(3), 2008, p. 281 - 304. https://doi.org/10.1080/13691060802151960
- Turcan, R. V. Developing theory of ‘New Venture Survivability’ and typology of ‘Hype’ („Dezvoltarea teoriei «New Venture Survivability» și a tipologiei «Hype»”), Toward a theory of international new venture survivability. Journal of International Entrepreneurship, 2011, 9(3), 213-232. https://doi.org/10.1007/s10843-011-0075-0
- Turcan, R. V., Developing typology of ‘Captivity’ („Dezvoltarea tipologiei «captivității»”). External legitimation in international new ventures: Toward the typology of captivity. International Journal of Entrepreneurship and Small Business, 15(2), 2012, p. 262-283. https://doi.org/10.1504/IJESB.2012.045207
- Dholakia, N., & Turcan, R. V., Toward a Metatheory of Economic Bubbles: Socio-Political and Cultural Perspectives („Către o metateorie a bulelor economice: perspective socio-politice și culturale”). New York: Palgrave Macmillan, 2014.
- Țurcan R. V., Bugaian L., Analiză comparativă a autonomiei universitare instituționale în Danemarca, Lituania, România, Scoția și Suedia. – Chișinău: Cuvântul-ABC, 2015. ISBN 978-9975-4003-6-7[5]
- Turcan, R. V., Reilly, J., & Bugaian, L. (Eds.)., (Re)Discovering University Autonomy: The Global Market Paradox of Stakeholder and Educational Values in Higher Education („([Re]Descoperirea autonomiei universitare: paradoxul pieței globale a părților interesate și educaționale în învățământul superior”). New York: Palgrave Macmillan, 2016.[6]
- Turcan, R. V., & Fraser, N., (Eds.). The Palgrave Handbook of Multidisciplinary Perspectives on Entrepreneurship. Palgrave Macmillan, 204.
- Turcan, R. V., & Reilly, J. E., Populism in Higher Education Curriculum Development: Problem Based Learning as a Mitigating Response („Populismul în dezvoltarea curriculumului în învățământul superior: învățarea bazată pe probleme ca răspuns de atenuare”). Palgrave Macmillan, 2020.